# コバルト製錬

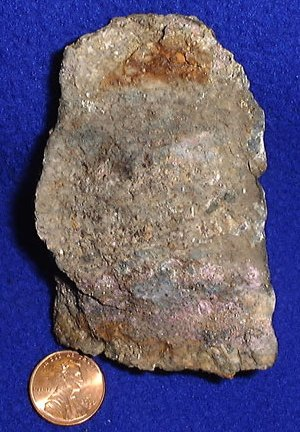
コバルト鉱石

コバルト製錬（コバルトせいれん）とは、コバルト鉱石やその他の金属の鉱石から、コバルトを抽出する技術である。
コバルトを銅やニッケルから分離する方法はいくつか存在する。コバルト含有率や利用される鉱石の組成によって、利用される方法が選択される。

## 含銅硫化鉱からの回収
鉱石は、流動床炉で硫酸化焙焼され、銅とコバルトは水溶性の硫酸塩に、鉄は非水溶性のヘマタイトとなる。
焼鉱は、続いて銅電解の尾液である硫酸で浸出される。酸化鉱が工程内の酸のバランスを維持するために、この浸出工程で加えられる。浸出液から鉄とアルミニウムを除去するために石灰が添加され、銅は銅カソード上に電解採取される。電解尾液の一部はコバルト回収工程に入り、鉄や銅、ニッケル、亜鉛が浄液工程で除去された上で、水酸化物の沈殿にされる。
この沈殿は、残存している銅が沈殿してくるまで石灰を追加しpHを上昇させることで生成させる。銅は銅の工程に戻される。さらに石灰を追加していくと、含銅輝コバルト鉱が沈殿するので、これは浸出工程に戻す。硫化水素ナトリウム(NaHS)を触媒としての金属コバルトと一緒に加えて、硫化ニッケル(NiS)を沈殿させる。
硫化水素 (H2S) と炭酸ナトリウム (Na2CO3)を加え、硫化亜鉛(ZnS)を沈殿させる。さらに飽和するまで石灰を加え、水酸化コバルト(II)(Co(OH)2)を沈殿させる。最後に、この水酸化コバルトを再度溶解させて、電解により金属を得る。得られたコバルトカソードは、破砕して真空脱気して純粋な金属コバルトとする。

## 含ニッケル硫化鉱からの回収 (シェリット法)
シェリット法は、湿式製錬法でカナダのマニトバ州にあるSherridonとLynn LakeにあるSherritt Gordon Mines Ltd. (現在のSherritt International社)にちなんで名付けられている。
シェリット法は、Sherritt Gordon社所有の鉱山でそれ以前に利用されていた、Frank Forward博士による銅とニッケルの回収法であるForward法を元にしている。硫化ニッケル鉱は、焙焼するか自溶炉製錬法によりマットにするかした上で、アンモニア水で加圧浸出させるという湿式製錬の手法でニッケルとコバルトが回収される。不溶性の鉄を成分とする残渣は除去される。供給されるマットや硫化精鉱は、約0.4%のコバルトと30%の硫黄を含んでおり、加熱・加圧しながらアンモニア水で浸出させ、ニッケルと銅、コバルトの水溶液を得る。次に水溶液を沸騰させてアンモニアを除去し、銅を硫化物として沈殿させ、これは銅製錬所へ送られる。硫化水素をオートクレーブに追加して、硫化ニッケルと硫化銅を除去し、これらは浸出工程へ戻される。次に、オートクレーブに空気を吹き込み、酸化加水分解させる。続いて高温高圧下で水素を吹き込んで還元させ、品位99%以上の金属ニッケル粉を得る。残った溶液には硫化ニッケルと硫化コバルトが同量程度含まれており、比較的低温・低圧な条件下で混合硫化物として回収される。水溶液は濃縮され、結晶化され、硫酸アンモニウム((NH4)2SO4)が回収される。混合硫化物は、空気と硫酸により加圧浸出される。カリウムを加えてアンモニアを除去し、鉄をジャロサイト(KFe3+
3 (OH)6(SO4)2)として分離する。さらにアンモニアと空気を吹き込み、酸化させる。溶液をオートクレーブから出し、硫酸を加えてニッケルを硫酸ニッケルと硫酸アンモニウムの複塩((NiSO4)•((NH4)2SO4)•6H2O)として分離する。この複塩はニッケル回収工程へ送られる。続いて溶液に硫酸を加えて、種結晶として金属コバルト粉を加える。水素ガスを飽和するまで吹き込み、品位約99.6%の金属コバルト粉を沈殿させる。

## 含銅酸化鉱からの回収
鉱石は粉砕され、コバルトを多く含む酸化物を浮選で選別する。コバルトを含んだ精鉱は、石灰と石炭と混合し、還元雰囲気下で溶融させる。鉄と軽比重な不純物は、固体のドロスとして表面に浮いてくるか、ガスとして融体から分離される。残った融体について、コバルトを約5%含んだ高比重で銅主体の部分は銅製錬に送られ、コバルトを約40%含んだ軽比重なスラグの部分は、湿式製錬の手法と電解プロセスにより、精製される。酸化コバルト(Co3O4)はアルミニウム還元テルミット法によって還元されるか、溶鉱炉で炭素により還元される。

## ラテライト鉱からの回収
ニッケルとコバルトを含むラテライト鉱の処理には、湿式製錬法と乾式製錬法のいずれの方法も用いられる。乾式製錬法としては、マットを生成させる方法とフェロニッケルを生成させる方法があり、いずれも鉱石全体を溶融させ、金属分を分離させる。
湿式製錬法としては、ラテライト鉱石を硫酸やアンモニアで浸出する。

## ヒ化鉱からの回収
ヒ素を含んだ精鉱は、流動床炉で焙焼し、60から70%のヒ素を五酸化ヒ素(As2O5)として除去する。焼鉱は、塩酸と塩素、または、硫酸によって浸出され、湿式製錬法により不純物を除去する。コバルトは電解または炭酸化沈殿により回収される。塩酸により浸出した場合には、メタキシレン中でアラミン336を使って溶媒抽出する。コバルト浸出させるために、dialkylphosphinic acidを用いることもできる。炭酸コバルト(CoCO3)は400℃以上でか焼すると分解して炭酸ガス(CO2)と酸化コバルト(II)(CoO)となり、上述したような酸化精鉱と同様に製錬される。

## 電解精製
電気分解により不純物を除去する場合、硫酸コバルト溶液は50から70℃に加温され、鉛が陽極として利用され(鉛は溶出してもオキシ水酸化コバルト(CoOOH)電解質に不純物として影響しないため)、ステンレス鋼が陰極として利用される、ステンレス鋼は析出したコバルトを剥離しやすいために用いられている。塩化浴や硫酸浴で-0.3Vで電解精製すると、品位99.98%のコバルトが陰極に析出する。